# Đức Mẹ Banneux
Đức Mẹ Banneux là một trong nhiều tước hiệu dành cho Đức Maria của người Công giáo. Tước hiệu bắt nguồn từ đền thờ kính Đức Mẹ người nghèo ở làng Banneux gần thành phố Liège thuộc Flanders, nước Bỉ. Việc tôn sùng này là do do Đức Maria được cho là đã hiện ra với một bé gái người Bỉ tên là Mariette Beco, 12 tuổi, rất nghèo tại khu vườn nhà em vào ngày 16 tháng 1 năm 1933.
Đức Mẹ cho cô bé ấy biết rằng ngài đã từng xoa dịu bệnh tật và đau khổ của biết bao người nghèo trên khắp thế giới. Người ta đã vẽ một bức tranh trên tường của ngôi nhà nguyện theo lời mô tả của em: Đức Maria mặc áo trắng, thắt dây lưng xanh, tay phải cầm Chuỗi Mân Côi. Ngày 18 tháng 1 năm 1933, cha của em, một người không tin vào thần thánh đi với em ra vườn và dù không trông thấy Đức Mẹ nhưng ông đã được phép ăn ăn trở lại vì người ông như bị một sức mạnh vô hình nào đó xâm chiếm.
Năm 1942, sau nhiều năm điều tra, Tòa thánh đã cho phép công khai sùng kính Đức Mẹ Banneux, bổn mạng của những người nghèo. Năm 1949, Giám mục giáo phận Liège đã chính thức chấp nhận và năm 1956, một bức tượng mang tước hiệu Đức Mẹ Banneux đã được long trọng suy tôn tại đây.
Từ đó đến nay, Linh địa Banneux trở thành địa điểm hành hương của nhiều người Công giáo từ khắp nơi. Ngày nay có đến hơn 100 đền thờ dâng kính Đức Mẹ Banneux được xây dựng trên khắp thế giới.